# Hồ Sỹ Tiến
Hồ Sỹ Tiến (sinh năm 1957, quê quán ở huyện Quỳnh Lưu, tỉnh Nghệ An) là Thiếu tướng Công an nhân dân Việt Nam. Ông nguyên là Bí thư Đảng ủy, nguyên Cục trưởng Cục Cảnh sát hình sự (C02), Tổng cục cảnh sát (Bộ Công an).

## Tiểu sử
Hồ Sỹ Tiến sinh năm 1957, quê quán ở xã Quỳnh Đôi, huyện Quỳnh Lưu, tỉnh Nghệ An.
Năm 1975, 18 tuổi, ông nhập học Học viện An ninh nhân dân.
Ông tốt nghiệp khóa D7, Học viện An ninh nhân dân.
Năm 1981, ông bắt đầu công tác trong ngành Công an.
Ông từng làm Trưởng Công an quận Cầu Giấy và công tác tại Phòng cảnh sát điều tra Công an thành phố Hà Nội.
Năm 2009, ông chuyển công tác về Cục Cảnh sát Hình sự C45, Tổng cục Cảnh sát Bộ Công an Việt Nam. Trong thời gian ông công tác ở cục này, ông trở nên nổi tiếng vì đã tham gia phá nhiều vụ án hình sự lớn như các vụ thảm sát Tẩn Táo Lở (tỉnh Lào Cai), vụ Nguyễn Hải Dương, Vũ Văn Tiến và Trần Đình Thoại thảm sát gia đình 6 người ở tỉnh Bình Phước vào tháng 7 năm 2015, vụ Doãn Trung Dũng sát hại 4 bà cháu ở tỉnh Quảng Ninh và vụ hai tử tù Lê Văn Thọ và Nguyễn Văn Tình vượt ngục.
Tháng 1 năm 2018, ông nghỉ hưu. Chức vụ cuối cùng của ông là Cục trưởng Cục cảnh sát điều tra tội phạm về trật tự xã hội (C45).